# Ванєєв Володимир Григорович
Володимир Григорович Ванєєв (нар. 25 липня (6 серпня) 1896, село Щипічевщина Котельницького повіту Вятської губернії, тепер Котельницького району Кіровської області, Російська Федерація — загинув 12 жовтня 1941, біля міста Вязьма Смоленської області, тепер Російська Федерація) — радянський діяч, голова Мінської міської ради, народний комісар торгівлі Білоруської РСР, 3-й секретар ЦК КП(б) Білорусії. Член Бюро ЦК КП(б) Білорусії у 1941 році. Член ЦВК СРСР (1927—1929). Депутат Верховної Ради СРСР 1-го скликання (1937—1941).

## Біографія
Народився в селянській родині. З 1915 по 1918 рік служив у російській імператорській армії на Західному фронті, учасник Першої світової війни.
Член РКП(б) з 1918 року.
До 1919 року служив у Червоній армії.
З 1919 року — на радянській і партійній роботі у Вятській губернії. Був організатором осередку РКП(б) в селі Щипічевщині Котельницького повіту.
У квітні 1925 — лютому 1929 року — голова виконавчого комітету Котельницької повітової ради Вятської губернії.
У 1930—1932 роках — голова виконавчого комітету Вятської міської ради Нижньогородського краю.
Навчався в Промисловій академії в Москві.
З 1933 року — начальник політичного відділу радгоспу в Західно-Сибірському краї.
У жовтні 1937 — серпні 1938 року — голова Мінської міської ради Білоруської РСР.
З липні 1938 року — народний комісар торгівлі Білоруської РСР. З березня 1939 року — заступник голови Ради народних комісарів Білоруської РСР.
26 березня — 12 жовтня 1941 року — 3-й секретар ЦК КП(б) Білорусії.
23 липня 1941 року був призначений бригадним комісаром, членом Військової ради 19-ї армії Західного фронту та брав участь в оборонних боях під Вітебськом, Смоленськом, Вязьмою. Потрапив у оточення. При прориві ворожого кільця був на чолі однієї з ударних груп. 13 жовтня 1941 року загинув у бою біля міста Вязьми.

## Нагороди
- орден Леніна (16.09.1943, посмертно)